# Bijapole
Bijapole – album białoruskiego zespołu punk-rockowego Mroja, wydany w 1990 roku. Znalazło się na nim dziewięć premierowych utworów, natomiast nie weszły na niego piosenki „Tak i treba” i „Biełaruskaja Afryka”. W 1997 roku, nakładem wydawnictwa Literaturna-Mastackaja Supołka, ukazała się reedycja albumu.

## Lista utworów
| Nr | Tytuł utworu               | Oryginalna pisownia tytułu | Długość |
| -- | -------------------------- | -------------------------- | ------- |
| 1. | „Hulaj, dusza”             | «Гуляй, душа»              | 5:22    |
| 2. | „Chop-hop”                 | «Хоп-гоп»                  | 3:39    |
| 3. | „Bijapole”                 | «Біяполе»                  | 4:28    |
| 4. | „Ja na siami wiatrach”     | «Я на сямі вятрах»         | 4:13    |
| 5. | „Kroki”                    | «Крокі»                    | 4:32    |
| 6. | „Chali-hali”               | «Халі-галі»                | 3:10    |
| 7. | „Ja u lesie jahady zbirau” | «Я ў лесе ягады збіраў»    | 2:26    |
| 8. | „Raniszniaje soniejka”     | «Ранішняе сонейка»         | 5:13    |
| 9. | „Kraina krywawych dażdżou” | «Краіна крывавых дажджоў»  | 5:30    |
|    |                            |                            | 38:33   |

## Twórcy
- Lawon Wolski – klawisze, wokal
- Wieniedykt Konieu-Pietuszkiewicz – gitara, chórki
- Juraś Laukou – gitara basowa, chórki
- Aleh Dziemidowicz – perkusja, chórki